# گیمبی
گیمبی (به لاتین: Gimbi) یک منطقهٔ مسکونی در اتیوپی است. گیمبی ۳۰٬۹۸۱ نفر جمعیت دارد و ۱٬۸۴۵ متر بالاتر از سطح دریا واقع شده‌است.